# 크리스코
크리스코(영어: Crisco)는 B&G 푸드에서 생산하는 미국의 쇼트닝 브랜드이다. 1911년 6월 프록터 앤드 갬블이 처음 소개하였으며, 완전히 식물성 기름으로만 만들어진 최초의 쇼트닝으로, 원래는 면실유를 사용했다. 크리스코 브랜드로 판매되는 추가 제품으로는 요리용 스프레이, 다양한 올리브유, 그리고 카놀라유, 옥수수유, 땅콩유, 해바라기씨유 및 혼합유와 같은 기타 요리용 기름이 있다.

## 역사
유기물의 기체 형태 수소화 과정은 19세기 후반 폴 사바티에에 의해 개발되었다. 미국에서 소비 가능한 고체 라드 대체품인 코톨렌(Cottolene)을 성공적으로 개발한 제임스 보이스의 1890년대 작업을 기반으로, 액체 형태의 수소화는 1903년 빌헬름 노르만이 완성하고 특허를 받았다.
조셉 크로스필드 앤 선즈는 표면적으로 비누 생산에 사용하기 위해 노르만의 특허를 획득했다. 수석 화학자인 에드윈 C. 카이저는 프록터 앤드 갬블의 사업 관리자 존 버체널이 고용하였으며, 회사는 면실유유를 수소화하는 두 가지 공정에 대한 특허를 받았다. 비누 제조를 위한 원료로 사용하기 위해 기름을 완전히 경화시키는 것이 초기 목적이었지만, 이러한 공정은 지방이 정상적인 보관 온도에서 고체 상태로 유지되도록 하여 식품 산업에서 사용될 수 있게 하였다.
"크리스포"(Krispo)와 "크리스트"(Cryst)라는 이름을 거부한 후(후자는 종교적 함의 때문에), 프록터 앤드 갬블은 "결정화된 면실유"(crystallized cottonseed oil)라는 문구를 변형하여 제품을 크리스코라고 명명했다. 이들은 소비자들이 성분에 대해 염려하지 않고 신뢰할 수 있는 브랜드를 믿도록 장려하는 광고 기법을 사용했다. 모든 요리법에서 크리스코를 사용하도록 무료 요리책을 제공하는 마케팅 기법으로 추가적인 성공을 거두었다.

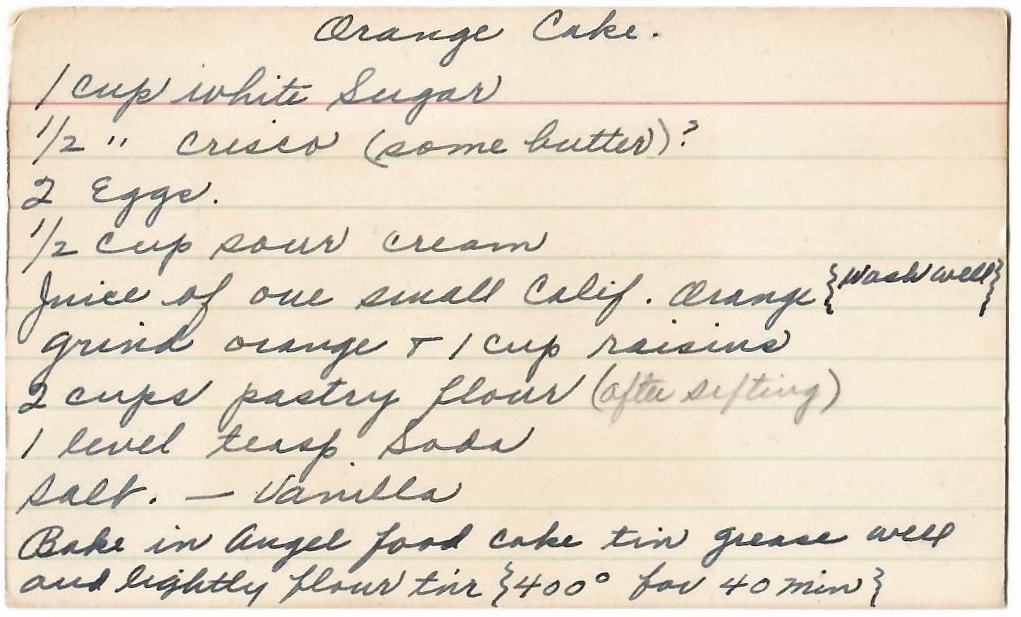
20세기 중반쯤에는 가정 요리사들이 종종 빵과 같은 구운 음식에서 버터 대신 크리스코를 대체했는데, 오렌지 케이크 레시피의 경우가 그러했다.

크리스코 식물성 기름은 1960년에 도입되었다. 1976년, 프록터 앤드 갬블은 퓨리탄 오일(Puritan Oil)이라는 상표명으로 해바라기씨유를 도입했으며, 콜레스테롤을 낮춘 대체재로 판매되었다. 1988년, 퓨리탄 오일은 100% 카놀라유로 전환되었다.
2002년, 프록터 앤드 갬블은 크리스코(기름 및 쇼트닝) 브랜드를 지프(Jif) 땅콩버터와 함께 분사하여 주주들에게 매각했고, 두 브랜드는 즉시 J.M. 스머커 컴퍼니와 합병했다.
B&G 푸드는 2020년 12월 크리스코 브랜드를 인수했다.

## 지방 함량의 변화
2004년 4월, 스머커는 "크리스코 1회 제공량 트랜스 지방 제로 그램 순식물성 쇼트닝"을 소개했는데, 완전히 수소화된 팜유와 액체 식물성 기름을 혼합하여 원래의 크리스코와 매우 유사한 쇼트닝을 만든 것이었다. 2007년 1월 24일부터, 모든 크리스코 쇼트닝 제품은 1회 제공량 1그램 미만의 트랜스 지방을 함유하도록 재구성되었다. 따라서 2004년에 도입된 별도로 판매되던 트랜스 지방 무첨가 제품은 단종되었다. 2022년 10월 기준으로, 크리스코는 대두유, 완전히 수소화된 팜유, 그리고 팜유의 혼합물로 구성되어 있다. 제품 정보 라벨에 따르면, 12g 분량의 크리스코 1회 제공량에는 3.5g의 포화 지방, 0g의 트랜스 지방, 6g의 다가불포화 지방, 그리고 2.5g의 단일불포화 지방이 포함되어 있다. 이렇게 재구성된 크리스코는 원래 버전의 제품과 동일한 요리 특성과 맛을 가지고 있다고 주장된다.
FDA에 따르면, "식품 제조업체는 영양 성분 패널에서 1회 제공량 0.5그램(1/2g) 미만의 트랜스 지방 함량을 0(제로)으로 표시할 수 있다."

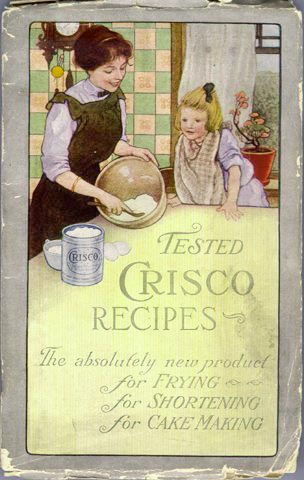
1912년 크리스코 요리책 표지

일부 영양학자들은 트랜스 지방산을 제거하기 위해 공식이 변경되었지만, 이를 대체하기 위해 사용된 완전히 수소화된 기름이 건강에 좋지 않을 수 있다고 주장한다. 크리스코와 유사한 저-트랜스 지방 제품은 완전히 수소화된 기름과 부분적으로 수소화된 기름의 혼합물의 인터에스테르화에 의해 형성된다. 결과적으로 생성된 트라이글리세라이드의 구성은 무작위적이며, 자연에서 흔히 발견되지 않는 지방산 조합을 포함할 수 있다. 최근 연구에 따르면 인터에스테르화된 지방은 자원자들의 혈당을 20% 증가시키는 동시에 신체의 HDL 콜레스테롤을 낮추는 것으로 나타났다.

## 크림 크리스프

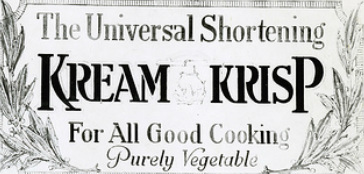
크림 크리스프 로고

카이저의 특허가 1910년에 출원되고 1915년에 승인된 반면, 뉴햄프셔주 베를린의 베를린 밀스 컴퍼니의 수석 화학자인 휴 무어는 1914년까지 자신의 특허를 출원했다(1914년과 1916년에 승인됨). 베를린 밀스의 식물성 쇼트닝(후에 1915년에 크림 크리스프로 상표 등록됨)은 1914년에 시장에 등장했다. 프록터 앤드 갬블은 1915년 2월까지 이 경쟁에 대해 알게 되었다. 버체널은 베를린 밀스에 연락하여 그들이 P&G의 특허를 침해하고 있다고 주장하고 이 문제를 논의하기 위해 만나자고 제안했다. 이 접근이 실패하자, P&G는 베를린 밀스를 상대로 소송을 제기했다(베를린 밀스 Co. v. 프록터 앤드 갬블 Co., 254 U.S. 156 (1920), 또한 프록터 앤드 갬블 대 브라운 컴퍼니로도 알려짐). 프록터 앤드 갬블은 소송에서 패했지만, 1920년대 중반에 크림 크리스프를 구매했다.

## 성적 사용
드류 소여에 따르면, 1970년대에 크리스코 캔은 "...동성애 성행위와 너무나 동의어가 되었다(피스팅에 참여하는 게이 남성들에 의해 윤활제로 널리 사용됨). 세계 각지의 디스코와 바가 이 이름을 채택하였으며, 뉴욕시의 크리스코 디스코는 1970년대와 1980년대 초반 동안 최고급 클럽 중 하나였다." DJ 부스로서, 크리스코 디스코 클럽은 거대한 모형 빈티지 크리스코 캔을 만들었다.
크리스코는 전문 제품이 출시되기 전에《에로틱 핸즈》(1980년)와 같은 포르노 영화에서 두드러지게 등장했다.

## 예술에서
2013년, 디트로이트 기반 예술가 제리 바일은 "디트로이트 파산 고통을 완화하는 데 도움을 주기 위해" 주먹 모양의 《조 루이스 기념비》 앞에 4피트 높이의 크리스코 캔을 설치했다. 많은 사람들은 이 캔을 피스팅에 대한 언급으로 해석했는데, 피스팅은 때때로 크리스코가 윤활제로 사용되는 성행위이다.

## 주해
1. ↑  1917년 베를린 밀스 주식회사는 브라운 컴퍼니가 되었다.[1]